# Кумли
Кумли или Кумлија (грч. Αμμουδιά, Амудија) је насељено место у општини Доња Џумаја у периферији Средишња Македонија, Грчка. Према попису из 2021. године било је 668 становника.
Према бугарском географу и историчару, Василу Канчову, у Чавдару је 1900. године живело 750 Словена хришћана, 150 Турака и 45 Рома. Током Првог светског рата село је настрадало и део мештана је избегао, тако је после рата остало 544 житеља. Године 1924. турско становништво је принудно исељено у Турску и део словенског у Бугарску, а на њихово место је насељено 30 грчких избегличких породица, укупно 161 особа. На попису из 1928. године Кумли је мешовито грчко-словенско насеље са 820 становника.